# Drei Jahre

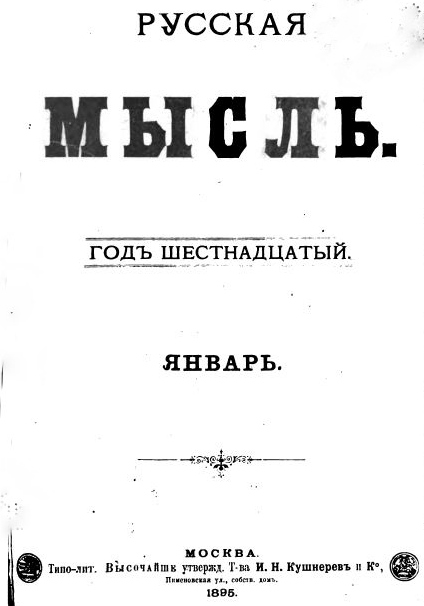
Heft 1/1895 der Zeitschrift Russkaja Mysl (Der russische Gedanke)

Drei Jahre (russisch Три года, Tri goda) ist eine Erzählung des russischen Schriftstellers Anton Tschechow, die 1895 im Januar- und Februarheft der Moskauer Zeitschrift Russkaja Mysl erschien.
In siebzehn Kapiteln werden die ersten drei Ehejahre des begüterten Moskauer Kaufmanns Aljoscha Laptew, eines Engros-Kurzwarenhändlers, mit seiner Gattin Julija beschrieben. Die ersten vier Kapitel handeln in der Provinz und der Rest vorwiegend in Moskau.
Übersetzungen: 1905 ins Polnische (Trzy lata), 1917 ins Englische (Three Years) und 1926 ins Deutsche.

## Handlung
1
Die 39-jährige Nina Fjodorowna lebt in einer nicht benannten Provinzstadt. Siebzehn Jahre ist sie mit dem Gutsbesitzer Grigori Nikolajitsch Panaurow verheiratet. Aus der Ehe gingen fünf Kinder hervor; zwei überlebten – die zehnjährige Sascha und die jüngere Lida. Panaurow hat Nina der Mitgift wegen geehelicht und ist in der Gouvernementsverwaltung tätig, weil er sein Gut verkaufen musste und auch, weil er die Mitgift längst durchgebracht hat. Nina vergöttert ihren Mann und ist auf dessen Nebenfrau eifersüchtig. Nina ist an Brustkrebs erkrankt. Ihr Bruder, der 34-jährige magere, kleinwüchsige, hässliche Aljoscha, eigentlich Alexej Fjodorowitsch Laptew, begibt sich in jene Provinzstadt und sucht dort Ninas Arzt Dr. Sergej Borissytsch Belawin auf. Während der Visite macht Aljoscha die Bekanntschaft von dessen 22-jähriger schlanker, blasser und zarter Tochter Julija Sergejewna Belawina. Aljoscha verliebt sich in das magere Mädchen mit dem breiten Gesicht. Diese Neuigkeit muss er seinem Moskauer Freund Kostja Kotschewoi brieflich mitteilen. Zudem verrät der Schreiber, Aljoscha lebte die letzten anderthalb Jahre mit der „Person“ zusammen; einer ebenfalls hässlichen, nicht mehr jungen Frau. Was aber Aljoscha dem Freunde nicht bekanntgibt: Vermutlich wird seine neueste Liebe von Julija nicht erwidert.
2
Aljoscha macht einen Heiratsantrag und erhält von der überraschten Halbwaise Julija einen Korb.
3,4
Julija denkt nach, überlegt es sich anders und will Aljoscha „eine treue, ergebene Ehefrau“ sein. Endlich hat Julija, die von ihrem schlecht verdienenden Vater kurz gehalten wurde, ihr eigenes Geld. Anton Tschechow schreibt: „Seine [Aljoschas] Liebe wurde mit jedem Tag stärker …, aber die Gegenliebe fehlte, und der Kern der Sache war der, daß er kaufte und sie [Julija] sich verkaufte.“ Das Paar heiratet.
Für den Fall ihres Todes, so bittet Nina, möge ihre neue Schwägerin Julija die beiden Mädchen zu sich nehmen. Julija verspricht es.
5
In Moskau wird das Paar von Aljoschas Bruder Fjodor Fjodorytsch Laptew und dem hoch gewachsenen, kräftig gebauten 80-jährigen Vater Fjodor Stepanytsch Laptew ziemlich freundlich empfangen. Der erblindende Vater kann das Geschäft nicht mehr führen, agiert aber im Verein mit den beiden ersten Verkäufern seines Großunternehmens im Hintergrund.
6
Julija bereut die Heirat. Obendrein erweist sich der Schwiegervater als Frömmler, der nicht nur im Geschäft, sondern auch in der Kirche dominiert. Nichtsdestoweniger – Julija fühlt sich mit der Zeit in dieser Umgebung wohl. Aber Aljoscha erzählt ihr von den Prügeln, die er bis zu seinem 22. Lebensjahr vom Vater bezog. Dann, auf der Universität, sei alles anders geworden, denn er habe dort den Gelehrten Jarzew kennengelernt.
7
In der Pause eines Konzertes, das Anton Rubinstein dirigiert, begegnet Aljoscha der 30-jährigen „Person“, also seiner ehemaligen Lebensgefährtin Polina Nikolajewna Rassudina. In ihrer bestimmten Art verfügt Polina, Aljoscha habe mit ihr den restlichen Abend in ihrer bescheiden möblierten Behausung zu verbringen. Aljoscha gehorcht. Julija geht mit ihren neuen Freunden aus. Polina blickt der Rivalin „voller Abscheu, Haß und Schmerz“ nach. Mit ihrem Ehemann, einem Pädagogen, lebt Polina schon lange nicht mehr zusammen. Sie gibt Musikunterricht, wirkt in Quartetten mit und verkehrt in Akademikerkreisen. Polina erkennt, die „Porzellanpuppe“ Julija hat sich ihren Aljoscha ganz bestimmt des Geldes wegen geangelt. Polina sagt Aljoscha gereizt ins Gesicht: „Bei der Arbeiterklasse, zu der ich gehöre, gibt es ein Privileg: das Bewußtsein der Unbestechlichkeit, das Recht, den Kaufleuten nichts schuldig zu sein und sie zu verachten. Nein, mich kaufen Sie nicht! ... Es ist nur... bitter, daß Sie genauso ein Lump sind wie alle anderen, daß Sie von einer Frau ... keinen Intellekt brauchen, sondern den Körper, die Schönheit und die Jugend.“ Auf Befragen gibt Aljoscha unumwunden zu, er sei mit Julija nicht glücklich, weil er nicht geliebt werde, doch er liebe seine Ehefrau „wahnsinnig“. Die Flitterwochen sind vorüber und er weiß immer noch nicht, wer seine Frau ist.
Polina klammert sich ein letztes Mal an den Geliebten. Dann ist der Fall für sie „erledigt“.
8
Nina erliegt ihrer Krankheit.
9,10
Aljoscha weicht ein halbes Jahr nach der Hochzeit seiner Frau aus und verbringt den Abend mit seinem drei Jahre älteren Freund Jarzew. Iwan Gawrilytsch Jarzew hat mit Aljoscha die Philologische Fakultät absolviert, ist zu den Naturwissenschaftlern übergewechselt, hat es zum Magister der Chemie gebracht und ist Gymnasiallehrer geworden. Aljoscha, der Polina vor Jahren bei Jarzew kennengelernt hatte, macht daheim Julija eine Szene – das Motto: „Warum hast du mich geheiratet?“ Aljoscha verlangt eine Auszeit. Julija soll drei Wochen bei ihrem Vater in der Provinz verbringen, damit sie Sehnsucht nach Aljoscha bekommt.
11
Panaurow, der Julija begleitet, analysiert auf der Bahnfahrt zu Julijas Vater die Laptews schonungslos. Fjodor Fjodorytsch Laptew sei ein „kompletter Narr“. Julija lässt sich von Panaurow auf die Lippen küssen. Viel mehr bringt der alternde Herr nicht mehr zustande.
12
Anton Tschechow schreibt: „Im Mai zogen die Laptews in ihr Landhaus nach Sokolniki; zu dieser Zeit war Julija schon schwanger.“
13
Ein Jahr später – Julijas Tochter Olga ist acht Monate alt – gesteht die junge Mutter Jarzew: „Olga ist eigentlich meine erste Liebe.“ Olga stirbt an Diphtherie.
14
Während Julija in einem Seitengebäude trauert, dringt die unordentlich frisierte Polina ungestüm zu Aljoscha vor und fordert auf ihre unüberbietbar-direkte Art Aljoschas finanzielle Unterstützung für fünf Studenten in Not. Aljoscha kommt dem Ansinnen der doch irgendwie bezaubernden Frau gern nach.
Polina zieht ganz zu ihrem Freund Jarzew. Der Chemiker ist es zufrieden.
15
Julija lebt bescheiden und bescheidener; braucht – wie einst in der Provinz – fast kein Geld. Aljoschas Vater ist inzwischen erblindet und zieht trotzdem in seiner Firma weiterhin die Fäden. Panaurow und seine Nebenfrau erbetteln ständig und unabhängig voneinander von Aljoscha Geld.
Fjodor möchte sich als Publizist profilieren. Die Ärzte diagnostizieren bei Aljoschas Bruder eine Gemütskrankheit.
Aljoscha begründet gegenüber Julija seinen abhanden gekommenen Kinderwunsch: „...ich fürchte alle, weil ich von einer gehetzten Mutter geboren wurde und man mich von Kindheit an entmutigt und eingeschüchtert hat.“
16
Aljoschas Vater will von seinen Enkelinnen Sascha und Lida nichts wissen, weil er Nina seinerzeit den Segen zu der Verbindung mit Panaurow versagt hatte. Julija bringt die Drei zusammen und erkennt, Aljoscha muss die Leitung des Unternehmens übernehmen.
17
Aljoscha fügt sich. Die beiden ersten Verkäufer lassen sich zunächst nicht in die Karten schauen. Aljoscha ringt sich zu einer gewissen Härte im Umgang mit den Untergebenen durch, versteht schließlich die geschäftlichen Abläufe und erkennt, er ist ein reicher Mann. Das Geschäft floriert.
Julija, inzwischen „eine reife, schöne, stattliche Frau“, macht Aljoscha eine Liebeserklärung.

## Moskau
Der Autor gibt einige Anhaltspunkte zum Handlungsort Moskau. Der dort geborene Laptew wohnt in der Nikitskaja-Straße an der Malaja Dmitrowka nahe Stary Pimen. Wenn er zusammen mit seiner Frau sonntags den Vater aufsucht, geht es in der Kutsche über die Pjatnizkaja-Straße. Das Geschäft liegt in Samoskworetschje, also im historischen Kern Moskaus. Wenn Laptew von seinem Bruder Fjodor besucht wird, begleitet er ihn auf dessen Heimweg ein Stück bis zum Strastnoi-Kloster und nimmt dann eine Droschke ins Restaurant Jar. Als Sommerfrischler suchen Laptew und seine Freunde von Sokolniki aus die Gegend um den Roten Teich auf und schauen hinüber zum Alexejew-Kloster. Julija verbringt den Sommer nicht nur in Sokolniki, sondern auch in Butowo.
Bevor Polina zu Jarzew zieht, wohnt sie auf der Ostoshenka in der Sawjolow-Gasse.

## Selbstzeugnis
Am 4. Dezember 1894 an die Schriftstellerin Jelena Schawrowa zur Erzählung Drei Jahre: „Die Idee war das eine, aber herausgekommen ist etwas anderes, ziemlich Saft- und Kraftloses, nicht aus Seide, wie ich es wollte, sondern aus Batist.“

## Hintergrund

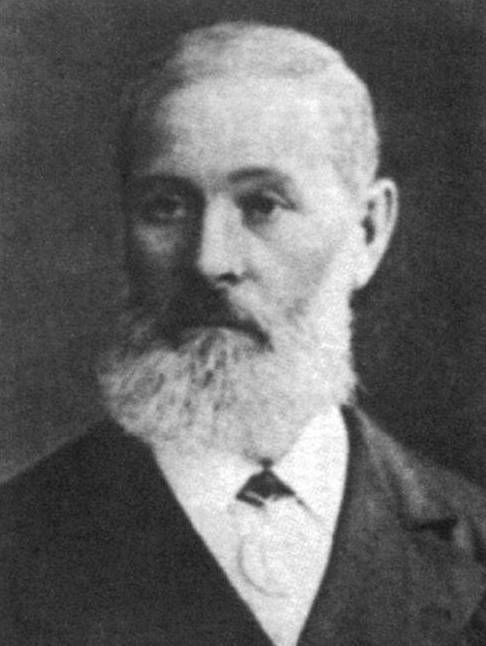
Anton Tschechows Vater Pawel Jegorowitsch Tschechow

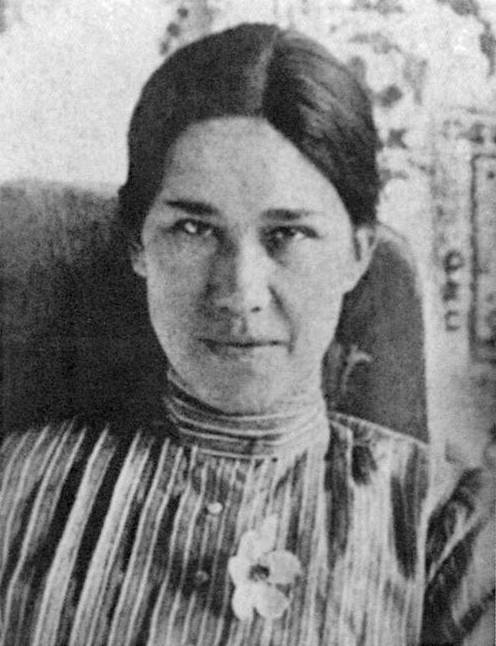
Anton Tschechows gute Bekannte Olga Petrowna Kundassowa

Obwohl Anton Tschechows Vater, ein in Moskau ziemlich erfolgloser Kaufmann aus Taganrog, alles andere als wohlhabend war, heißt es unter Kennern, der Autor soll ihn als Vorbild für den alten Fjodor Stepanytsch Laptew – zumindest die strenge Hierarchie im Geschäft und den menschenverachtenden Umgang mit dem Personal betreffend – genommen haben. Mancher Zeitgenosse habe gemeint, Vorbild für Polina Rassudina sei Anton Tschechows Verehrerin Olga Kundassowa gewesen. Der Autor habe beiden Ansichten widersprochen.

## Rezeption
- Der Symbolist Waleri Brjussow[25] hat sich in einem Brief vom 1. April 1895 an Pjotr Perzow[26] gegen die Kritiker des Textes in dem Sinne ausgesprochen: Der Kritiker sollte nicht primär nach Fehlern suchen, sondern zunächst sorgfältig lesen und bei einem talentierten Verfasser – wie in dem Falle – versuchen, das Schöne im Text zu erkennen.[27]

## Verfilmung
1967 produzierte der WDR eine Fernseh-Verfilmung unter der Regie von Eberhard Itzenplitz. Das Drehbuch stammte von Leo Lehman.

## Deutschsprachige Ausgaben

### Verwendete Ausgabe
- Drei Jahre. Aus dem Russischen übersetzt von Ada Knipper und Gerhard Dick, S. 454–556 in: Anton Tschechow: Weiberwirtschaft. Meistererzählungen, Band aus: Gerhard Dick (Hrsg.), Wolf Düwel (Hrsg.): Anton Tschechow: Gesammelte Werke in Einzelbänden. 582 Seiten. Rütten & Loening, Berlin 1966 (1. Aufl.)